# دينيس باربي
دينيس باربي (بالفرنسية: Denis Barbe)‏ هو لاعب كرة قدم سيشلي في مركز الوسط، ولد في 25 يونيو 1978. شارك مع منتخب سيشل لكرة القدم. أما مع النوادي، فقد لعب مع نادي سانت لويس صنز يونايتد.

## وصلات خارجية
- دينيس باربي على موقع قاعدة بيانات كرة القدم.إي يو (الإنجليزية)
- دينيس باربي على موقع ناشيونال فوتبول تيمز (الإنجليزية)